# Оспина Перес, Мариано
Луис Мариано Оспина Перес (исп. Luis Mariano Ospina Pérez; 24 ноября 1891, Медельин, Колумбия — 14 апреля 1976, Богота) — президент Колумбии с 7 августа 1946 года по 7 августа 1950 года. Член Колумбийской консервативной партии.
Родился в семье местной элиты, состоял в близком родстве с двумя президентами Колумбии — Мариано Оспиной Родригесом (1857—61 годы, его дед) и Педро Нель Оспиной Васкесом (1922—26 годы, его дядя). Получил образование горного инженера, занимался семейным бизнесом. В 1914 году стал членом городского совета Медельина, в 1917 году был избран в ассамблею департамента Антьокия. После смерти отца в 1921 году взял на себя управление его делами. Позднее был избран депутатом Палаты представителей и сенатором. В 1926—27 годах непродолжительное время занимал должность министра общественных работ. В 1920—30-х годах занимал руководящие посты в Национальной федерации производителей кофе.
За три недели до президентских выборов 1946 года Консервативная партия неожиданно выдвинула его своим кандидатом. Благодаря расколу в стане либералов Оспина победил, набрав 565 939 (40,5%) голосов против 32,3% у умеренного либерала Габриэля Тубрая Абунадера и 27,2% у другого либерала, представителя левого крыла партии, Хорхе Эльесера Гайтана. Однако на парламентских выборах победили либералы, что заставило Оспину сформировать коалиционное правительство. Из-за постоянных разногласий между партиями Оспина в 1947 году исключил либералов из кабинета министров, что побудило последних обратиться к левому радикалу Гайтану как единому кандидату на следующих президентских выборах. 9 апреля 1948 года, однако, Гайтан был убит. Его смерть повлекла за собой вооружённое восстание в Боготе (Боготасо), которое переросло в вооружённое противостояние двух партий (Ла Виоленсия). Правительство жестоко подавляло выступления, но к концу президентского срока Оспины практически утратило контроль над ситуацией.